# Lucile Grahn
Lucile Grahn, née Lucina Alexia Grahn à Copenhague le 30 juin 1819 et morte à Munich le 4 avril 1907, est une danseuse et ballerine danoise.

## Biographie
Lucile Grahn est la première ballerine danoise internationalement reconnue et est une danseuse populaire de l'ère du ballet. Elle étudie la danse avec Auguste Bournonville et devient sa première Sylphide en 1836.
Elle fait partie des danseuses les plus prestigieuses de l'époque avec Marie Taglioni, Fanny Cerrito et Carlotta Grisi. Ensemble, elles créent le fameux Pas de Quatre, le 12 juillet 1845 à Londres.
Elle officie en tant que maîtresse de ballet à Leipzig et au Hoftheater de Munich de 1858 à 1875.